# اسکندر پنجم مقدونی
اسکندر پنجم مقدونی یا الکساندر پنجم مقدونی (به یونانی: Ἀλέξανδρος Ε' ὁ Μακεδών) پادشاه مقدونیه به‌طور مشترک با برادرش آنتیپاتر دوم از ۲۹۷ تا ۲۹۴ پیش از میلاد بود.

## زندگینامه
اسکندر پنجم، سومین و کوچکترین پسر کاساندر و تسالونیکای مقدونی (خواهر ناتنی اسکندر مقدونی) بود. او پس از مرگ برادر بزرگش فیلیپ چهارم مقدونی در سال ۲۹۷ پ.م همراه با دیگر برادرش آنتیپاتر دوم به پادشاهی مقدونیه رسید. اما آنتیپاتر مادرشان را کشت و او را از قدرت برکنار ساخت. پس اسکندر پنجم برای بازپسگیری تاج و تختش از پیروس اپیروسی و دیمتریوس یکم مقدونی یاری خواست. 
اسکندر به پیروس در ازای متحدشدنش با او، قول سرزمین‌های بخش ساحلی مقدونیه همراه با استان‌های امبراسیا، آکامانیا و آمفیلوچیا را داد. به نوشتهٔ پلوتارک، دیمتریوس پس از پیروس رسید و چون مسایل بین دو برادر حل و فصل شده بود او مهمانی ناخوانده محسوب می‌شد. پس اسکندر علی‌رغم استقبال ظاهری از او، نقشهٔ قتل دیمتریوس را در طی جشنی کشید که به دلیل احتیاط‌کردن‌های دیمتریوس با شکست روبرو شد. فردای آن روز دیمتریوس قصد رفتن کرد و اسکندر او را تا تسالی همراهی نمود. آن دو در لاریسا برای خوردن غذا توقف کردند و چون هیچ یک از محافظین اسکندر در آنجا حضور نداشتند، او و تمامی دوستانش که او را همراهی می‌کردند به‌دستور دیمتریوس به‌قتل رسیدند.